# Frederick Browning
Sir Frederick Browning, britanski general, * 1896, † 1965.

## Življenjepis
Browning je bil tvorec idej o uporabi zračnodesantnih enot in glavni pobudnik operacije Market Garden, ki pa se je neuspešno končala. Na podlagi nizozemskih izkušenj je izvedel podoben zračni desant v Burmi, kjer so med operacijo zavzeli 500 km in tako zlomili japonski odpor.